# Stelis tunguraguae
Stelis tunguraguae är en orkidéart som först beskrevs av Friedrich Carl Lehmann och Friedrich Fritz Wilhelm Ludwig Kraenzlin, och fick sitt nu gällande namn av Alec M. Pridgeon och Mark W. Chase. Stelis tunguraguae ingår i släktet Stelis och familjen orkidéer. Inga underarter finns listade i Catalogue of Life.